# Ган-Манро, Сидней
Сэр Сидней Ган-Манро (англ. Sydney Gun-Munro; 29 ноября 1916, Гренада - 1 марта 2007, Бекия) – политический и государственный деятель, первый Генерал-губернатор Сент-Винсента и Гренадин (1979–1985). Член Королевской коллегии хирургов Англии. Медик, врач.

## Биография
Родился восьмым из десяти братьев и сестер, осиротел в возрасте 7 лет.
Окончил школу для мальчиков на острове Гренада, затем отправился изучать медицину в Великобританию. В 1942 году получил степень доктора медицины в Королевском колледже Лондона, год спустя специализировался там же по хирургии. 
До апреля 1946 года работал в одной из больниц Лондона. Во время своего пребывания в Англии чудом выжил, во время разрушения дома его брата авиабомбой в ходе Второй мировой войны.
В 1946 году вернулся в Гранаду. Работал хирургом, в том числе, в Кингстаунской колониальной больнице (1949-1971), позже в Мемориальной больнице Милтона Катона и в руководящих органах местной службы здравоохранения. 
В 1976–1979 годах – губернатор Сент-Винсент и Гренадины.
С 27 октября 1979 по 28 февраля 1985 года занимал должность генерал-губернатора Сент-Винсента и Гренадин со статусом ассоциированного государства с Великобританией.
В октябре 1979 года Сент-Винсент и Гренадины провозгласили независимость (в составе Британского Содружества Наций ), и Ган-Манро стал первым генерал-губернатором независимого государства.
В последующие годы продолжал добровольно оказывать медицинскую помощь жителям острова Бекия. В мае 1997 года получил серьезные травмы в результате несчастного случая на стройке. 
В 1977 году стал Рыцарем-бакалавром и получил рыцарский титул «Сэр».